# Suzanne Voilquin
Suzanne Voilquin, född 17 december 1801, död 1876, var en fransk feminist, journalist, författare, barnmorska, resenär och memoarskrivare. 
Hon var redaktör för Tribune des femmes, Frankrikes första feministiska tidskrift för arbetarkvinnor. Hon utgav sina memoarer, Souvenirs d’une fille du peuple: ou, La saint-simonienne en Égypt.